# José Miguel Pérez García
José Miguel Pérez García (Las Palmas de Gran Canaria, 10 de abril de 1957-Las Palmas de Gran Canaria, 18 de noviembre de 2024) fue un catedrático universitario y político español.

## Biografía
Es Licenciado en Filosofía y Letras, Doctor en Historia por la Universidad de La Laguna y catedrático de Historia Contemporánea de la Universidad de Las Palmas de Gran Canaria. A lo largo de su carrera ha dirigido varias tesis doctorales y tesinas de licenciatura.
Es especialista en Historia Social y Política Contemporánea, así como en Historia de Canarias. Dirigió las nueve ediciones de los Cursos de Historia Política Contemporánea de España que se celebraron en la Casa Museo León y Castillo; cabe destacar que es miembro de los Comités Científicos de los Coloquios de Historia Canario-Americanos y de los Congresos Galdosianos.
José Miguel Pérez ha participado como ponente en numerosos Congresos nacionales e internacionales; es además miembro de varias sociedades científicas y de la Academia Canaria de la Historia; ha sido también directivo de las Fundaciones Pérez Galdós y Juan Negrín; y directivo del Colegio Oficial de Doctores y Licenciados de Las Palmas.
En 2003 encabeza la candidatura al Cabildo de Gran Canaria por el PSC-PSOE. A finales de 2003 es elegido Secretario Insular del PSC-PSOE en Gran Canaria y reelegido al año en 2004. Fue Consejero del Cabildo de Gran Canaria entre 2003 a 2007. En 2007 fue elegido Presidente del Cabildo de Gran Canaria.
El 20 de marzo de 2010 fue nombrado secretario general del PSOE de Canarias.
Fue el candidato del PSOE Canarias a la Presidencia del Gobierno de Canarias en los comicios de mayo de 2011. En estos comicios el PSC-PSOE ha bajado de 26 escaños a 15 de estas últimas elecciones. No obstante, a raíz del pacto con Coalición Canaria entró en el gobierno de Canarias como vicepresidente y consejero de Educación.

## Publicaciones
José Miguel Pérez ha publicado varios libros y artículos. Entre ellos caben destacar los siguientes:
- Canarias: de los cabildos a la división provincial.
- Para dejar atrás el siglo XX.
- El parlamentarismo español durante el Sexenio Democrático.
- El Archipiélago Canario entre dos siglos: la frontera sur del Atlántico europeo.
- Historia de Canarias (Editado por Prensa Ibérica Tomo IV)
- La organización político administrativa de Canarias: un balance histórico.